# Хукар
Хукар (ісп. Jucar; кат. Xuquer) — річка на Пірінейському півострові (Іспанія). Бере початок на південно-західних відрогах Іберійських гір, перетинає плато Ла-Манча і Валенсійську низовину. Впадає у Валенсійську затоку Середземного моря.
Довжина річки 509 км, площа басейну 22,4 км². Середньорічна витрата води 40 м³/с. Паводки весною і восени.
На Хукар і її притоці Кабріель — водосховище Аларкон з об'ємом води близько 10 млн м³, гребля Аларкон. У нижній течії розташовано декілька ГЕС: Кофрентес, Кортес ІІ, Ла-Муела-Кортес, Ла-Муела ІІ.